# The Newz
The Newz ist das 21. Studioalbum der schottischen Hard-Rock-Band Nazareth. Es erschien am 31. März 2008 über das deutsche Label Edel SE. Da es sich um das erste Studioalbum seit fast zehn Jahren handelt, wird dabei oft von einem Comeback-Album gesprochen.

## Geschichte
Nachdem 1998 das Album Boogaloo erschienen war, starb während der Tour am 30. April 1999 Schlagzeuger und Gründungsmitglied Darrell Sweet im Alter von 51 Jahren vor einem Konzert an einem Herzanfall. Er wurde von Pete Agnews Sohn Lee ersetzt. Es wurde trotzdem sehr ruhig um die Band. Lediglich 3 Live-Alben erschienen in den nächsten Jahren (Homecoming 2002, Alive & Kicking 2003 und Live in Brazil 2007), auf neues Studiomaterial warteten die Fans vergeblich. Das Album war das erste Album, das bei der Plattenfirma Edel erschien. Das letzte Studioalbum veröffentlichte die Band über SPV, einige andere Veröffentlichungen über Eagle Records. Auch für Produzent Yann Roullier war es eine Premiere, denn das Vorgänger-Album wurde von Mike Ging produziert. Der Anlass zur Veröffentlichung des Albums war das 40-jährige Jubiläum der Band. Die Aufnahmen dafür waren bereits im Dezember 2007 fertiggestellt.

## Titelliste
1. Goin’ Loco – 5:24
2. Day at the Beach – 4:55
3. Liar – 6:43
4. See Me – 4:53
5. Enough Love – 5:49
6. Warning – 4:35
7. Mean Streets – 4:15
8. Road Trip – 2:47
9. Gloria – 5:47
10. Keep On Travellin'  – 3:56
11. Loggin’ On – 4:47
12. The Gathering – 7:08
13. Dying Breed – 13:23 (+ Hidden Track)

Alle Songs wurden von Nazareth geschrieben.

## Inhalt und Melodie der Lieder
Es enthält gefühlvolle Lieder wie Gloria, Dying Breed oder Enough Love und Hard-Rock-Stücke wie Liar, Keep on Traveling und The Gathering.Laut Dan McCafferty geht es in Warning um Reality-Sendungen im Fernsehen und bei der Ballade Gloria um kriminelle Jugendliche anhand Beispielen aus den Leben alter Bekannter der Band.
Der Song Liar ist ein Heavy-Metal-orientierter Song, der gegen George W. Bush gerichtet ist und dessen Scheitern prophezeit. The Gathering ist ein langer und düsterer Titel gegen Krieg und Völkermord. Das Album wurde im Rahmen einer Welttournee live vorgestellt. Tourstart war am 25. Januar 2008 in Schweden.

## Erfolg
Das Album erreichte Platz 75 in den Album-Charts in Österreich und in der Schweiz Platz 68.